# Squadra cubana di Fed Cup
La squadra cubana di Fed Cup rappresenta Cuba nella Fed Cup, ed è posta sotto l'egida della Federación Cubana de Tenis de Campo.
Essa partecipa alla competizione dal 1991, facendo parte del World Group in una sola occasione, nel 1994, quando ancora però le squadre ammesse erano ben 32, anziché le attuali 8.
Le cubane non hanno partecipato alla Fed Cup 2011, pertanto sono incluse d'ufficio nell'ultima categoria della zona Americana, il gruppo II.

## Organico 2010
Dati aggiornati alla vigilia dell'inizio della Fed Cup 2010
- Yamile Fors Guerra (WTA #)
- Misleydis Díaz González (WTA #)
- Lumay Díaz Hernández (WTA #)

## Ranking ITF
- Il prossimo aggiornamento del ranking è previsto per il mese di febbraio 2012.

| Cuba nel Ranking ITF (aggiornata al 7 novembre 2011) |                 |        |                            |
| Pos                                                  | Squadra         | Punti  | Gruppo                     |
| 66                                                   | Rep. Dominicana | 296.00 | Gruppo II - Americhe       |
| 67                                                   | Norvegia        | 290.50 | Gruppo III - Europa/Africa |
| 68                                                   | Kirghizistan    | 252.75 | Gruppo II - Asia/Oceania   |
| 69                                                   | Cuba            | 246.75 | Gruppo II - Americhe       |
| 70                                                   | Marocco         | 229.50 | Gruppo III - Europa/Africa |
| 71                                                   | Egitto          | 220.00 | Gruppo III - Europa/Africa |
| 72                                                   | Armenia         | 205.00 | Gruppo III - Europa/Africa |